# Tahancea, Kaniv
Tahancea (în ucraineană Таганча) este localitatea de reședință a comunei Tahancea din raionul Kaniv, regiunea Cerkasî, Ucraina.

## Demografie
Componența lingvistică a localității Tahancea
     Ucraineană (96,91%)
     Rusă (2,93%)
Conform recensământului din 2001, majoritatea populației localității Tahancea era vorbitoare de ucraineană (96,91%), existând în minoritate și vorbitori de rusă (2,93%).

## Legături externe
- pl Tahańcza în Dicționarul geografic al Regatului Poloniei și al altor țări slave, volum XII (Szlurpkiszki — Warłynka) 1892

- pl Tahańcza în Dicționarul geografic al Regatului Poloniei și al altor țări slave, volum XV, p. 2 (Januszpol — Wola Justowska)1902